# Герб Дебальцевого
Герб Деба́льцевого — офіційний символ міста Дебальцевого затверджений 25 лютого 1998 року рішенням міської ради № 25/17.
Автори: С. М. Мирошниченко, Т. І. Подлесна.

## Опис
Щит герба розділений перекинуто-вилоподібно червоним, зеленим і чорним кольорами. У верхній частині на поділі — золоте сонце. У нижній частині — золотий символ залізниці.
Щит увінчаний срібною міською короною з трьома зубцями і по сторонах обрамлений квітучою галузкою каштана (праворуч) і осінньою галузкою клена (ліворуч) натуральних кольорів. Галузки оповиті червоною стрічкою з написом золотими літерами «ДЕБАЛЬЦЕВО» у нижній частині.
Офіційний герб складено на традиційному для російської геральдичної системи французькому щиті. Вінчає герб російська геральдична корона.

### Значення символів
- Червоний колір — символ любові, мужності і сміливості, що притаманні здавна жителями цих місць. Червоний колір — це також колір розпеченого металу, що вказує на одне з найстаріших підприємств міста: ВАТ «Дебальцевський завод металургійного машинобудування»;
- Зелений колір символізує достаток, що дає людям тутешня земля, а також колір рослинності і трав у краї;
- Чорний колір — це колір вугільного басейну, у якому розташоване місто.
- Сонце є символом багатства, світла і надії;
- Другою фігурою герба є емблема працівників залізничного транспорту. Це перш за все говорить про те, що місто бере свій початок із прокладення залізниці в даному районі, а також те, що Дебальцеве є найбільшим залізничним вузлом на Україні;
- Срібна корона над щитом герба вказує на той факт, що Дебальцеве є містом обласного підпорядкування;
- Кленова і каштанова галузки символізують дерева, що ростуть у місті.[1]

## Герб радянського періоду

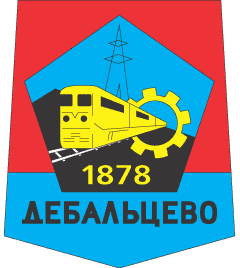
Радянський герб Дебальцевого

Радянський герб Дебальцевого затверджено 1978 року за проєктом Олександра Івановича Матюхина: У центрі герба розташований п'ятикутник, що за зовнішнім контуром нагадує знак якості з чорним і блакитним тлом. У нижній частині п'ятикутника на чорному тлі розташована дата заснування міста — «1878». У центрі п'ятикутника — композиція, що складається з тепловоза, щогли високовольтної лінії електропередач і шестерні — це символи галузей промисловості, які сприяли заснуванню та розвитку міста: — залізничний транспорт — енергетика — машинобудування
У нижній частині герба на блакитному тлі прямим шрифтом написана назва міста.